# Žakarovce
Žakarovce (Hongaars:Zakárfalva) is een Slowaakse gemeente in de regio Košice, en maakt deel uit van het district Gelnica.
Žakarovce telt 761 inwoners.
Gelnica · Helcmanovce · Henclová · Hrišovce · Jaklovce · Kluknava · Kojšov · Margecany · Mníšek nad Hnilcom · Nálepkovo · Prakovce · Richnava · Smolnícka Huta · Smolník · Stará Voda · Švedlár · Úhorná · Veľký Folkmar · Závadka · Žakarovce